# Birmania en los Juegos Olímpicos de Londres 2012
Birmania estuvo representada en los Juegos Olímpicos de Londres 2012 por seis deportistas, tres hombres y tres mujeres, que compitieron en cinco deportes.
El portador de la bandera en la ceremonia de apertura fue el atleta Zaw Win Thet. El equipo olímpico birmano no obtuvo ninguna medalla en estos Juegos.